# Robin Pedersen
Robin Mattias Johannes Pedersen (Mo i Rana, 31 de agosto de 1996) es un deportista noruego que compite en salto en esquí. Ganó una medalla de bronce en el Campeonato Mundial de Esquí Nórdico de 2025, en la prueba de trampolín grande por equipo.

## Palmarés internacional
| Campeonato Mundial | Campeonato Mundial  | Campeonato Mundial | Campeonato Mundial |
| Año                | Lugar               | Medalla            | Prueba             |
| ------------------ | ------------------- | ------------------ | ------------------ |
| 2025               | Trondheim (Noruega) | Medalla de bronce  | TG por equipo      |